# Gatcombe
Gatcombe est un village et une paroisse civile situés sur l’île de Wight, en Angleterre.

## Galerie

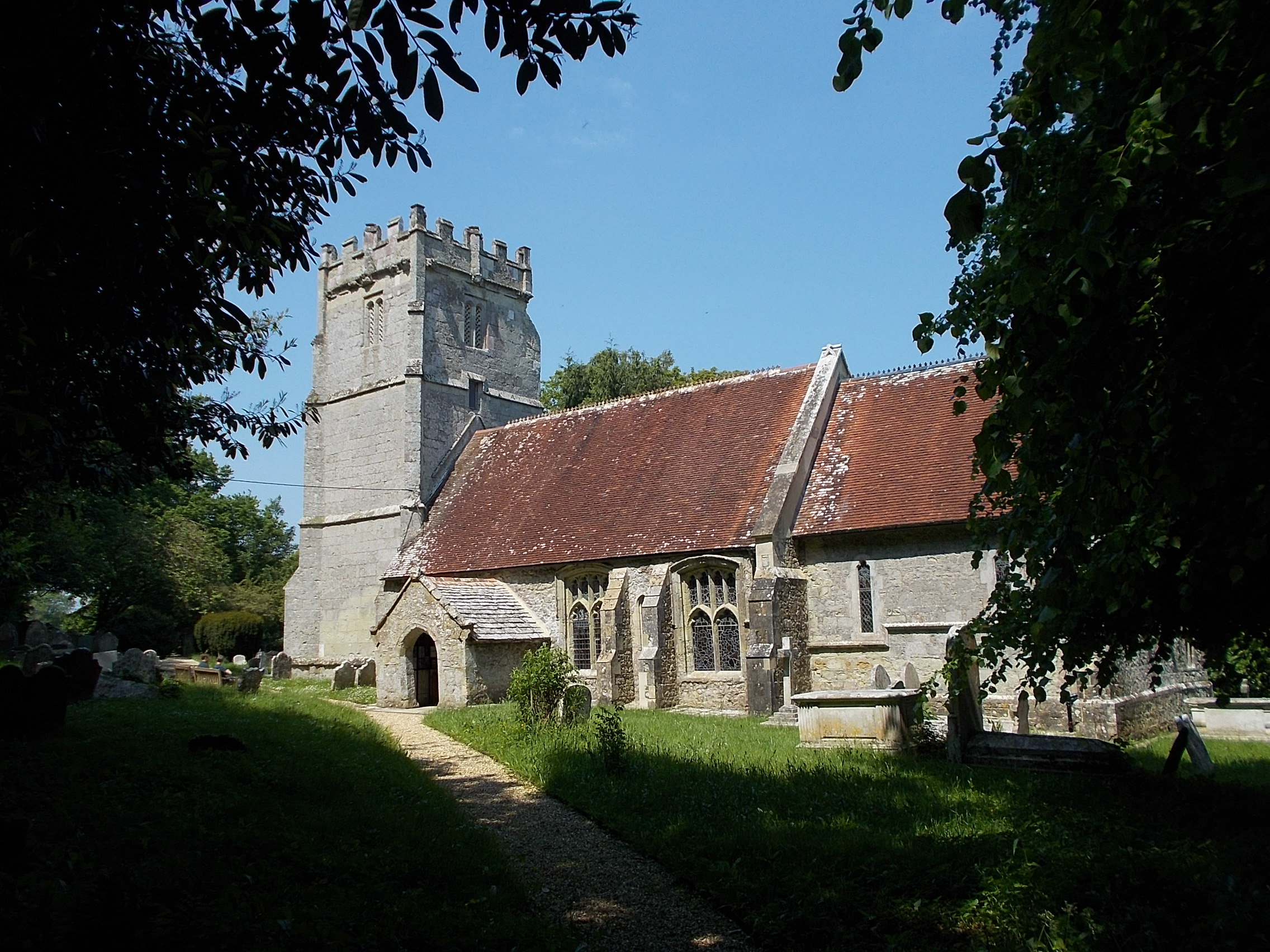
Église St Olave.
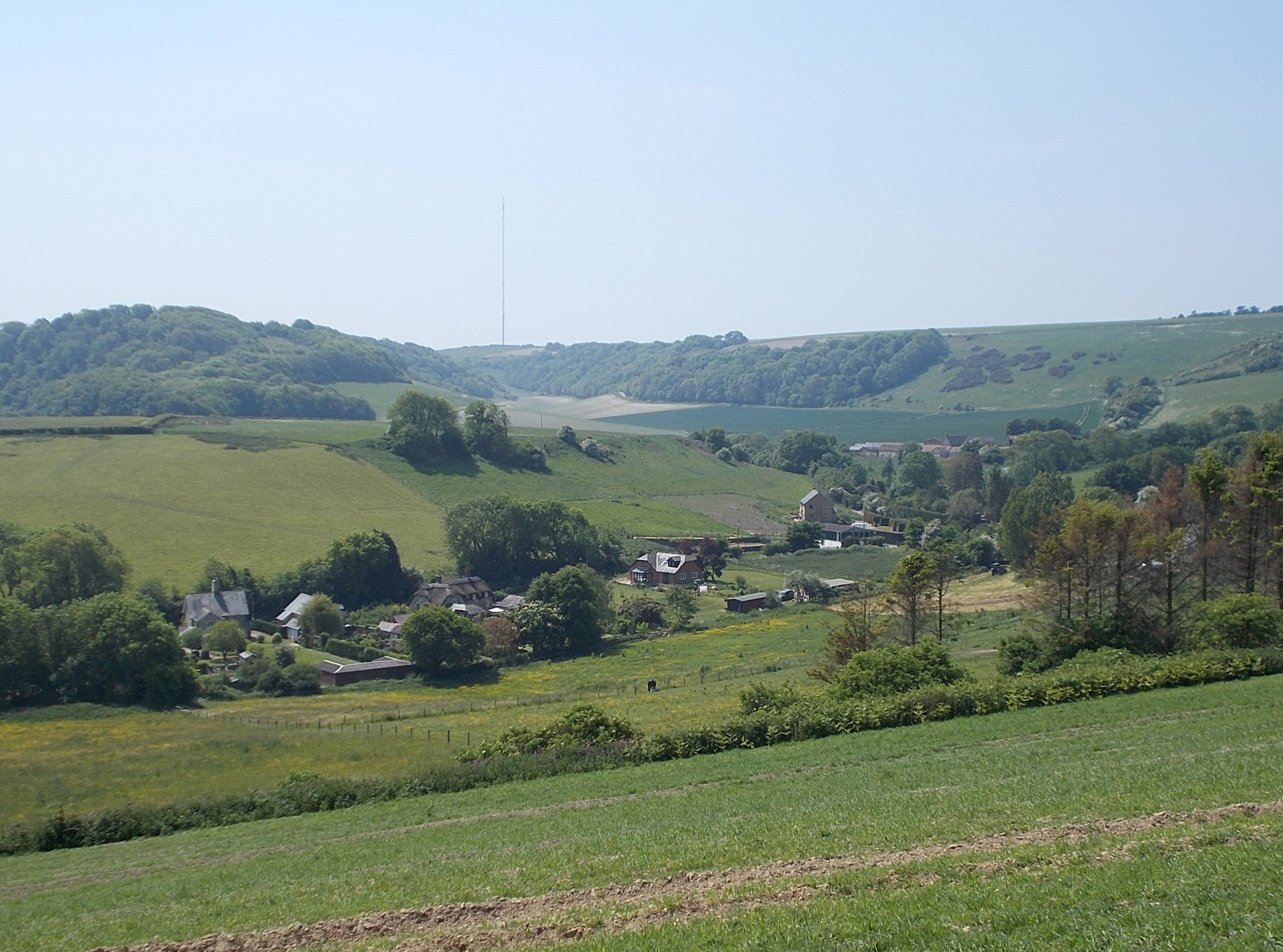
Le village de Gatcombe est situé dans un paysage vallonné de craie.